# 142857
142857（十四万二千八百五十七、じゅうよんまんにせんはっぴゃくごじゅうなな）は自然数、また整数において、142856の次で142858の前の数である。 

## 性質
- 142857は合成数であり、約数は 1, 3, 9, 11, 13, 27, 33, 37, 39, 99, 111, 117, 143, 297, 333, 351, 407, 429, 481, 999, 1221, 1287, 1443, 3663, 3861, 4329, 5291, 10989, 12987, 15873, 47619, 142857 である。
  - 約数の和は255360。
- 1/7 = 0.142857… の循環節からできる巡回数である。
  - 巡回数であるため、乗じたときに各桁の数が次のように循環する。142857は代表的な巡回数である。
    - 142857 × 1 = 142857
    - 142857 × 2 = 285714
    - 142857 × 3 = 428571
    - 142857 × 4 = 571428
    - 142857 × 5 = 714285
    - 142857 × 6 = 857142
    - 142857 × 7 = 999999

  - 1/7 = 0.4285, 2/7 = 0.8571, ... , 6/7 = 0.5714
- 142 + 857 = 999 である。（ミディの定理（英語版）の例）
- 14 + 28 + 57 = 99 である。（拡張されたミディの定理の例）
- 25番目のカプレカ数であり 1428572 = 20408122449, 20408 + 122449 = 142857 となる。1つ前は99999、次は148149。